# Aksdal
Aksdal er en by der er administrationscenter i Tysvær kommune i Rogaland fylke i Norge. Byen har 1.424 indbyggere (2012), og ligger øst for Aksdalsvatnet. Aksdal er et vejknudepunkt, Europavej 39 og Europavej 134 mødes her. Her ligger Aksdal kirke.